# 富克斯米尔
富克斯米尔是德国巴伐利亚州的一个市镇。总面积14.84平方公里，总人口1671人，其中男性817人，女性854人（2011年12月31日），人口密度113人/平方公里。